# Jörgen van Rijen
Jörgen van Rijen (Dordrecht, 20 februari 1975) is een Nederlands trombonist. Hij is solotrombonist van het Koninklijk Concertgebouworkest in Amsterdam.

## Opleiding
Van Rijen studeerde trombone bij George Wiegel aan het Rotterdams Conservatorium. Hij studeerde er af (als Uitvoerend musicus) met een 10 summa cum laude. Hij studeerde verder aan het Conservatoire national supérieur musique et danse de Lyon bij Michel Becquet, en tevens bij Daniel Lassalle voor baroktrombone. Hij rondde zijn opleiding af met lessen en masterclasses bij Christian Lindberg, Joseph Alessi, Brian Pollard (fagottist) en Anner Bijlsma (cellist).

## Activiteiten
Naast zijn werk als solotrombonist van het Koninklijk Concertgebouworkest in Amsterdam is Van Rijnen actief als solist bij orkesten en ensembles in Nederland, zoals het Rotterdams Philharmonisch Orkest, en daarbuiten (Europa, Verenigde Staten, Canada, Japan, China, Korea, Rusland, Singapore en Australië). Ook geeft hij vaak masterclasses. Hij is hoofdvakdocent trombone aan het Rotterdams Conservatorium. Hij richtte zowel het Nieuw Trombone Collectief als het ensemble KCO Koper op, en is artistiek leider van allebei deze ensembles.
Veel componisten schrijven stukken speciaal voor Van Rijen, onder wie Theo Verbey (tromboneconcert in opdracht van het Koninklijk Concertgebouworkest), Martijn Padding, Jacob ter Veldhuis en Jan van Vlijmen. Claudio Abbado nodigde hem uit de beroemde trombonesolo in de 3de symfonie van Mahler met het Luzern Festival Orkest voor zijn rekening te nemen. 

## Discografie
Het label Channel Classics Records bracht in 2005 een solorecital-cd, genaamd Trombone, uit van Van Rijen. Deze cd werd door het blad Luister met een 10 beoordeeld. Twee andere cd's van hem zijn Sackbutt op baroktrombone en I was like WOW! met modern repertoire, grotendeels voor Van Rijen geschreven. Verder is hij te horen op enkele cd's van de ensembles Nieuw Trombone Collectief en KCO Koper. In 2023 verscheen Mirrored in Time van Van Rijen en het Alma Quartet met een gevarieerde selectie van voor trombone en strijkkwartet bewerkte muziek door de eeuwen heen.

## Prijzen en onderscheidingen
Van Rijen werd in 2004 de Nederlandse Muziekprijs van het ministerie van OCW toegekend. In 2006 ontving hij de Borletti-Buitoni Trust Award, jaarlijks toegekend aan een aantal van veelbelovende, solisten en ensembles. Ook won Van Rijen de eerste prijs op de internationale tromboneconcoursen in Guebwiller en Toulon.